# Obrona fortu Dąbrowskiego (1939)
Obrona fortu Dąbrowskiego we wrześniu 1939 roku – starcie zbrojne podczas obrony Warszawy w trakcie kampanii wrześniowej 1939 roku.
We wrześniu 1939 roku fort Dąbrowskiego (zwyczajowo nazwany Czerniakowskim) stanowił wysunięty ośrodek polskiej obrony. Obsadzali go żołnierze II batalionu 360 pp i Batalionu Ochotniczego im. Ordona. Niemcy po raz pierwszy zaatakowali fort 25 września, w ramach działań poprzedzających generalny szturm na Warszawę. Polacy zdołali jednak utrzymać zajmowane pozycje. Następnego dnia jednostki niemieckiej 46 Dywizji Piechoty przypuściły decydujące uderzenie na fort, zdobywając go po wielogodzinnej, zaciętej walce.

## Geneza
Fort IX został wzniesiony przez władze carskie w latach 80. XIX wieku. Stanowił element zewnętrznego pierścienia fortów Twierdzy Warszawa. Był usytuowany na osi dzisiejszej ul. Powsińskiej, a jego zadaniem była obrona środkowego odcinka południowej części doliny Wisły. W 1938 roku otrzymał imię Jana Henryka Dąbrowskiego, aczkolwiek zwyczajowo był nazywany fortem Czerniakowskim.
Po kasacji Twierdzy Warszawa, która nastąpiła jeszcze przed I wojną światową, militarne znaczenie fortu sukcesywnie malało. W latach 1924–1928 powstało wokół niego osiedle willowe dla oficerów Wojska Polskiego (dało ono początek osiedlu Sadyba). W 1928 roku na wprost fortu, po jego wschodniej stronie, wzniesiono trzypiętrowy dom mieszkalny o numerach: ul. Powsińska 24 i 24a oraz ul. Morszyńska 1, 3, 5. Rok później fort i przynależne do niego budynki przekazano Towarzystwu Przyjaciół Miasta-Ogrodu Czerniakowa, a po jego północnej stronie zasypano część fosy, tworząc tam pętlę tramwajową. W 1935 roku, po przedłużeniu ul. Powsińskiej do Wilanowa, na fosie po południowej stronie fortu zbudowano betonowy most tramwajowo-drogowy. Rok później wysadzono elementy forteczne po wschodniej części ul. Powsińskiej, urządzając tam park miejski.
Gdy w pierwszych dniach września 1939 roku przystąpiono do pośpiesznego organizowania obrony lewobrzeżnej Warszawy, większość starych fortów pozostała nieobsadzona. Ze względu na szczupłość sił, które znajdowały się początkowo w dyspozycji Dowództwa Obrony Warszawy, gen. Walerian Czuma postanowił bowiem oprzeć polską obronę na zwartej zabudowie miejskiej, rezygnując z obsadzania zewnętrznego pierścienia dawnej carskiej twierdzy.
Wraz z krzepnięciem polskiej obrony i odparciem pierwszego niemieckiego szturmu obrońcy zintensyfikowali jednak działania na zachodnim przedpolu Warszawy. 9 września dowódca odcinka „Warszawa-Zachód” płk Marian Porwit rozkazał intensywnie patrolować przedpole i wysunąć silne czaty na linię Siekierki–Czerniaków–Królikarnia–Wyględów–Rakowiec–Szczęśliwice–Czyste–Górce. Z kolei 21 września Dowództwo Obrony Warszawy podjęło decyzję o rozszerzeniu zachodniego przedmościa poprzez zorganizowanie na przedpolu wysuniętej linii obrony, opartej m.in. o stare carskie forty. Poszczególne placówki były obsadzane przez silne ośrodki batalionowe. Płk Porwit liczył, że w ten sposób, w momencie rozpoczęcia szturmu generalnego, zmusi Niemców do wcześniejszego rozwinięcia sił i będzie w stanie określić główne kierunki ich natarcia.
Fort Dąbrowskiego stał się jednym z pięciu wysuniętych ośrodków oporu pododcinka „Południe”. Był jednocześnie najbardziej wysuniętą na południe placówką tego pododcinka. Jego załogę tworzyły początkowo 1. i 3. kompanie II/360 pp, dowodzone przez ppor. Czesława Chamerskiego i kpt. st. sp. Tadeusza Mąkowskiego. 22 września ta ostatnia została jednak zluzowana przez 3. kompanię Batalionu Ochotniczego im. Ordona, którą dowodził por. rez. Jan Pietrzyk. Pobliskie Miasto-Ogród Czerniaków obsadzał ochotniczy II Batalion „Obrony Warszawy”. Jego dowódca, kpt. art. st. sp. Konstanty Zbijewski, był jednocześnie dowódcą całości obrony Czerniakowa.

## Początek niemieckiego szturmu na Warszawę

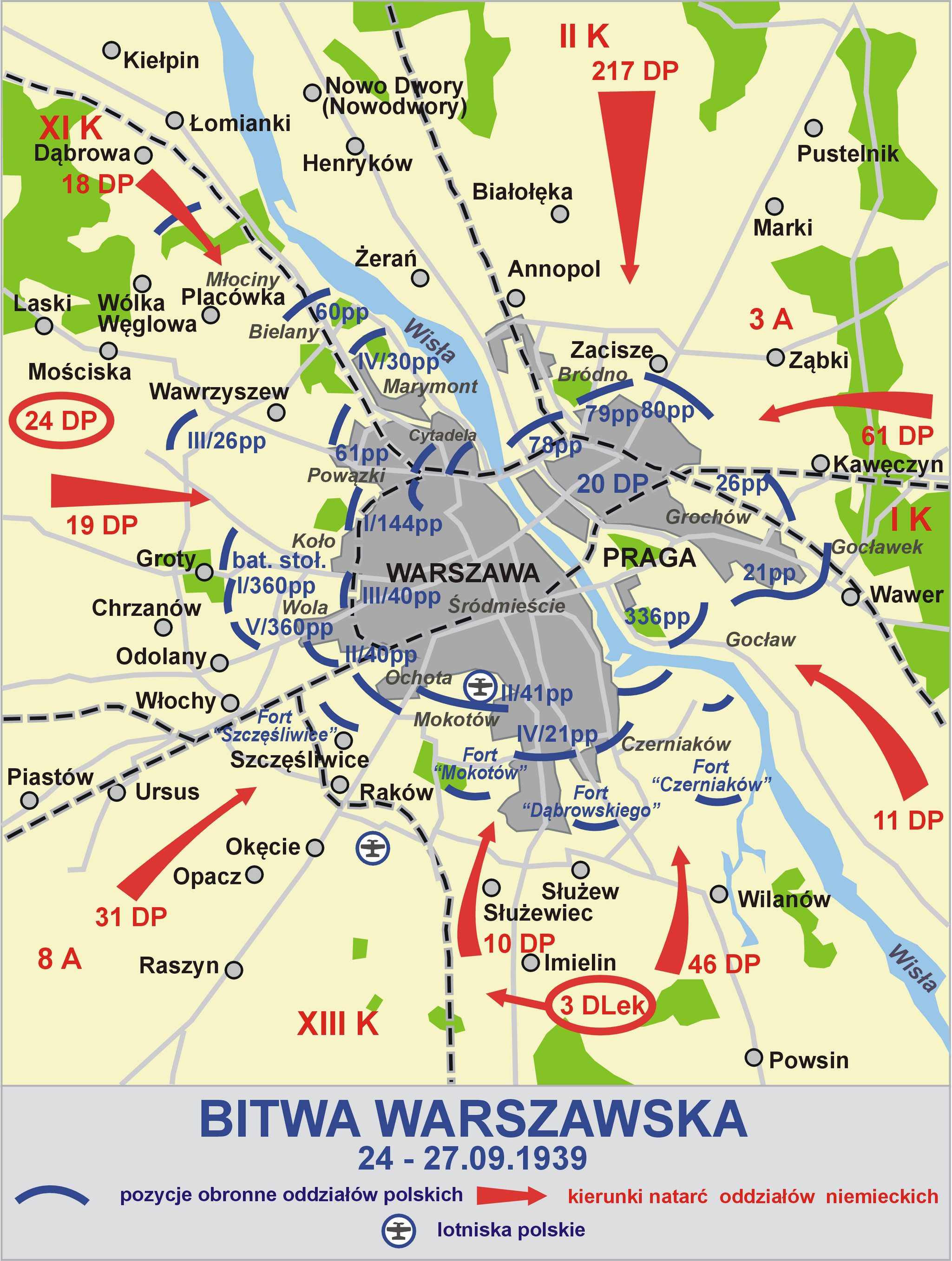
Przebieg niemieckiego szturmu na Warszawę w dniach 25–27 września 1939

Po zakończeniu bitew nad Bzurą i pod Tomaszowem Lubelskim niemieckie dowództwo rozpoczęło przygotowania do zdobycia Warszawy. Zadanie przeprowadzenia szturmu na polską stolicę otrzymała 8 Armia dowodzona przez gen. Johannesa Blaskowitza. Niemieckie plany przewidywały, że uderzenie zostanie przeprowadzone z północy i południa, wzdłuż Wisły. Od południowego zachodu, w pasie od Czerniakowa po Ochotę i osiedle Czyste, nacierać miał XIII Korpus Armijny. Punkt ciężkości jego natarcia znajdował się na Czerniakowie. Od północy, w kierunku Bielan, Żoliborza i Woli, uderzać miał XI Korpus Armijny. W myśl rozkazu gen. Blaskowitza z 22 września, XIII KA miał rozpocząć natarcie 26 września, a XI KA – dzień później.
25 września miał miejsce najsilniejszy od momentu rozpoczęcia wojny nalot Luftwaffe na Warszawę. Jednocześnie Niemcy rozpoczęli działania naziemne, usiłując zlikwidować wysuniętą linię polskiej obrony i wywalczyć dogodniejsze pozycje wyjściowe do szturmu generalnego. Tego dnia 46 DP z XIII KA po kilkugodzinnej zaciekłej walce zdobyła fort Piłsudskiego. Sąsiednia 10 DP zdobyła natomiast fort Mokotów. 
Fort Dąbrowskiego był przez cały dzień ostrzeliwany przez artylerię. Na jego przedpolu pojawiły się niemieckie patrole, które usiłowały zidentyfikować słabe punkty polskiej obrony. Polacy zdołali jednak utrzymać swoje pozycje. Ranny został wtedy Janusz Kusociński – lekkoatleta, mistrz olimpijski, służący ochotniczo w szeregach plutonu ckm-ów 360 pp. Dopiero wieczorem Niemcy zdołali zająć dogodne pozycje wyjściowe, w związku z czym decydujący szturm na fort został przełożony na następny dzień. Fort był już w tym czasie odcięty od reszty pozycji pododcinka „Południe”.

## Bój w dniu 26 września

### Zaangażowane siły i położenie wyjściowe obu stron
26 września XIII KA przystąpił do generalnego szturmu na południowo-zachodnie dzielnice Warszawy. Z rejonu Wilanowa w kierunku na Czerniaków uderzała 46 DP.
Zadanie zdobycia fortu Dąbrowskiego otrzymał 72 pp z 46 DP. Jego dowódcą był płk Friedrich Schmidt Jako wsparcie przydzielono mu pododdziały 88 batalionu pionierów (Pionier-Bataillon 88). Niemiecki plan przewidywał, że II/72 pp wsparty przez 3. kompanię Pio.Btl. 88 będzie nacierać wzdłuż ul. Powsińskiej, uderzając frontalnie na czoło fortu. Jego zadaniem było uchwycenie mostu na fosie i otoczenie fortu od strony wschodniej. W tym samym czasie 3. kompania I/72 pp, wzmocniona plutonem ckm-ów oraz 1. plutonem z 2. kompanii Pio.Btl. 88, miała za pomocą pontonów sforsować fosę przy czole fortu. Z kolei 1. kompania I/72 pp, wsparta 3. plutonem z 2. kompanii Pio.Btl. 88, miała uderzyć na fort od strony zachodniej. W odwodzie pozostawały 2. kompania I/72 pp i 2. pluton 2. kompanii Pio.Btl. 88.
W tym czasie polskie pododdziały były rozmieszczone w następujący sposób:
- dwa plutony Batalionu Ochotniczego im. Ordona (por. rez. Jan Pietrzyk) – czoło fortu;
- pluton 1. kompanii II/360 pp (ppor. rez. Mieczysław Cichowski) – prawy bark fortu;
- pluton Batalionu Ochotniczego im. Ordona (ppor. rez. Michał Gazicki) – lewy bark fortu;
- pluton Batalionu Ochotniczego im. Ordona (ppor. rez. Jan Borowski) – wały fortu
- pluton Batalionu Ochotniczego im. Ordona (ppor. rez. Stanisław Domin) – trzypiętrowy dom mieszkalny górujący nad fortem;
- pluton piechoty – most na ul. Powsińskiej.

### Przebieg boju

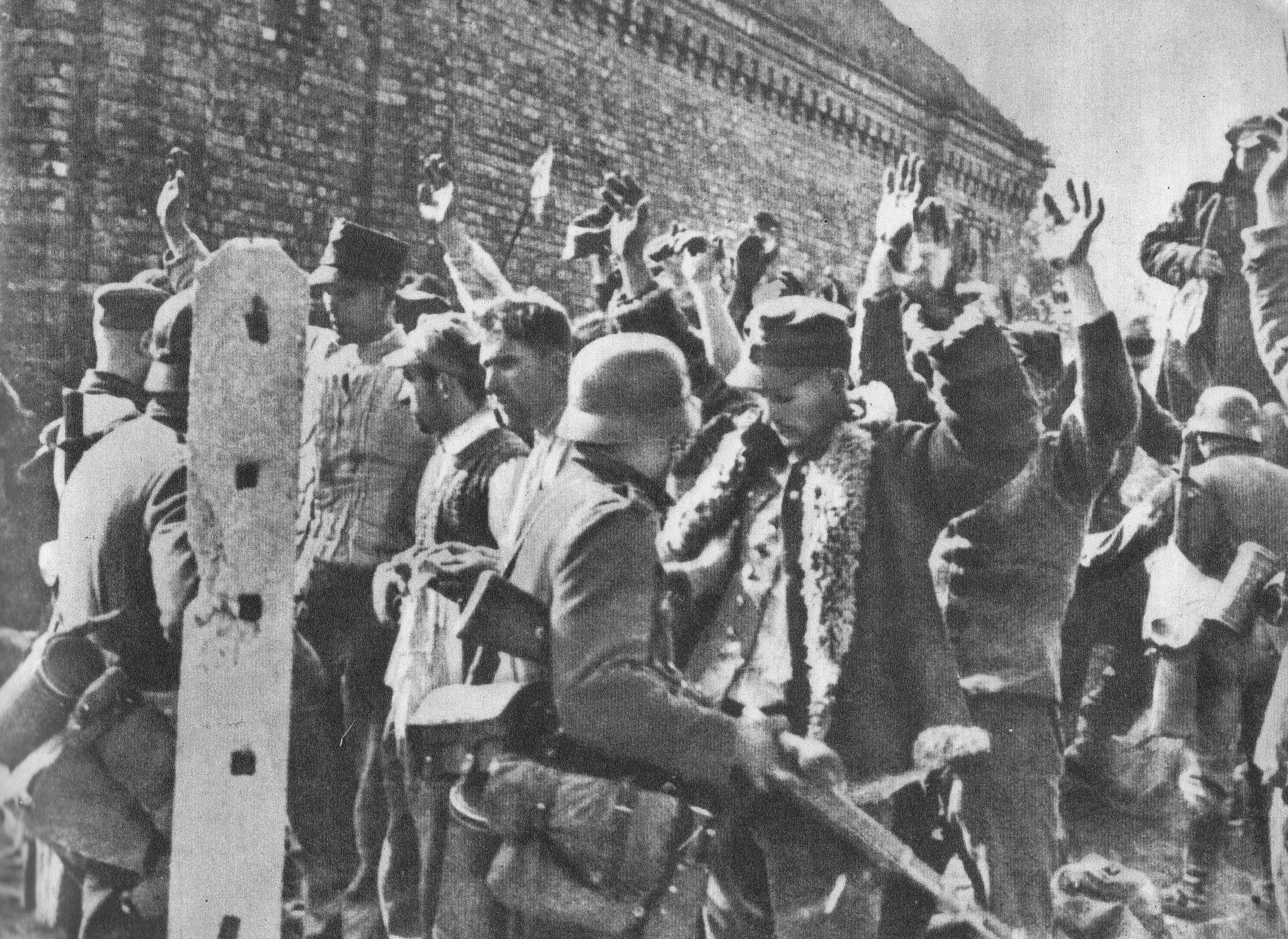
Wzięci do niewoli obrońcy fortu

Początek natarcia XIII KA wyznaczono na godzinę 8:00. Niemniej już o godzinie 4:30 fort Dąbrowskiego znalazł się pod ostrzałem niemieckiej artylerii. Po pewnym czasie przeniosła ona ostrzał na sąsiednie polskie pozycje. O 5:00 do natarcia wzdłuż ul. Powsińskiej, w kierunku mostu na fosie, ruszyła grupa szturmowa „Titlus”. Polacy dopuścili przeciwnika na bliską odległość, po czym otworzyli ogień z ckm-ów. Niemieckie straty były bardzo poważne (sięgnęły prawdopodobnie kilkudziesięciu zabitych i rannych). Resztki grupy szturmowej cofnęły się na pozycje wyjściowe. W tym samym czasie niemieccy pionierzy usiłowali sforsować fosę przy użyciu pontonów. Zostali jednak rozproszeni ogniem polskich karabinów maszynowych i straciwszy kilku rannych, porzucili pontony. Kolejne natarcia na czoło fortu również zakończyły się niepowodzeniem i przyniosły Niemcom duże straty.
Tymczasem 3. kompania I/72 pp stopniowo zajmowała otaczające fort budynki. Samo dzieło zostało natomiast obłożone ogniem moździerzy. Szczególnie zaciekłe walki rozgorzały o górującą nad nim kamienicę. Budynek kilkukrotnie przechodził z rąk do rąk. W pewnym momencie dowódca 1. plutonu 2. kompanii Pio.Btl. 88, oberfeldwebel Krutemeier, zorientował się, że na fosie w szyi fortu, po jego zachodniej stronie, znajduje się niewielki drewniany mostek. Niemal natychmiast Niemcy przerzucili tamtędy kompanię piechoty i część kompanii ckm-ów.
Niemcy nie zaprzestali również frontalnych uderzeń wzdłuż ul. Powsińskiej. Ostatecznie pionierom udało się przy użyciu granatów zlikwidować stanowisko polskiego ckm-u przy moście. Wkrótce zepchnęli obrońców z wałów i około 9:00 wdarli się na teren fortu. Po walce wręcz Niemcy opanowali jego nawierzchnię i zmusili Polaków do schronienia się kazamatach. Około 50 obrońców dostało się do niewoli. Pozostali nie zaprzestali jednak oporu. Od kuli polskiego strzelca poległ znajdujący się na nawierzchni fortu dowódca 3. kompanii pionierów, kpt. Meissert. Próby odzyskania nawierzchni były jednak skazane na niepowodzenie, gdyż niemiecki ostrzał z górującej nad fortem kamienicy uniemożliwiał polskim żołnierzom utrzymanie się w tym miejscu.
Dowódca Pio.Btl. 88 przeniósł stanowisko dowodzenia na teren fortu, by osobiście kierować jego wysadzeniem. Wkrótce przybyli tam pionierzy z odwodowego 2. plutonu 2. kompanii, wyposażeni w ładunki wybuchowe. Pierwszy ładunek, o wadze 30 kg trotylu, zdetonowano w zachodnim skrzydle koszar, na styku ze ścianą czołową. Eksplozja nie spowodowała jednak przebicia stropu, a jedynie jego pęknięcie. Wkrótce niemieccy pionierzy wykuli nowe otwory w ścianach i zdetonowali trzy stukilogramowe ładunki trotylu (według polskich źródeł nastąpiło to około 11:00). Przez otwory w stropie powstałe na skutek eksplozji, a także przez szyby wentylacyjne, Niemcy wrzucali do środka granaty ręczne, świece dymne i mieszankę łatwopalną (akcją kierował wspomniany oberfeldwebel Krutemeier). Pod gruzami i w płomieniach zginęło około 20 polskich żołnierzy, w tym dwaj dowódcy plutonów: ppor. Domin i ppor. Cichowski.
Tymczasem Polacy, mimo niesłychanie trudnych warunków, które panowały w kazamatach, nie zaprzestali oporu. Świece dymne wyrzucano z powrotem na zewnątrz lub rozbijano strzałami karabinowymi. Podczas próby wezwania polskiej załogi do kapitulacji został zastrzelony niemiecki parlamentariusz. Po pewnym czasie z terenu fortu wycofali się niemieccy piechurzy z 3. kompanii I/72 pp. Pozostali tam tylko pionierzy z 3. kompanii Pio.Btl. 88, wsparci kompanią ckm-ów i plutonem dział piechoty.
Tymczasem ranny por. Pietrzyk rozkazał żołnierzom przebijać się do miasta, sam natomiast rozkazał przywiązać się do ckm-u, gdyż zamierzał osłaniać ich odwrót. Brama koszar była jednak częściowo zablokowana i znajdowała się pod niemieckim ostrzałem. Podczas próby jej otwarcia poległo trzech strzelców, a kpr. Stefan Lewandowski został ranny. W pewnym momencie grupa żołnierzy pochodzenia ukraińskiego podniosła bunt, który został szybko stłumiony. Kontynuowanie walki było jednak bezcelowe, tym bardziej, że odgłosy kucia wskazywały, że Niemcy zamierzają wysadzić pozostałą część fortu. Około godziny 12:00 obrońcy skapitulowali.
Walkę o fort Dąbrowskiego i kapitulację jego obrońców uwiecznił niemiecki fotoreporter wojenny.

## Epilog
Po zdobyciu fortu Niemcy opanowali Miasto-Ogród Czerniaków, rozbijając broniący go ochotniczy batalion kpt. Konstantego Zbijewskiego (on sam popełnił samobójstwo). Nie udało im się jednak przełamać głównej polskiej pozycji przy ul. Chełmskiej, bronionej przez rezerwowy batalion strzelców z Rembertowa.
Według źródeł niemieckich w forcie Dąbrowskiego wzięto około 475 jeńców, jednakże liczba ta prawdopodobnie odnosi się do wszystkich jeńców wziętych tego dnia do niewoli na Czerniakowie. Według źródeł polskich w koszarach fortu skapitulowało około 60–80 obrońców. Niewoli uniknęło około 35 żołnierzy pod dowództwem ppor. Gazickiego, którym udało się wydostać z fortu i dotrzeć do własnych pozycji.
Na cmentarzu w Wilanowie spoczywają szczątki 110 obrońców fortu Dąbrowskiego poległych we wrześniu 1939 roku (w tym 90 nieznanych).

## Upamiętnienie

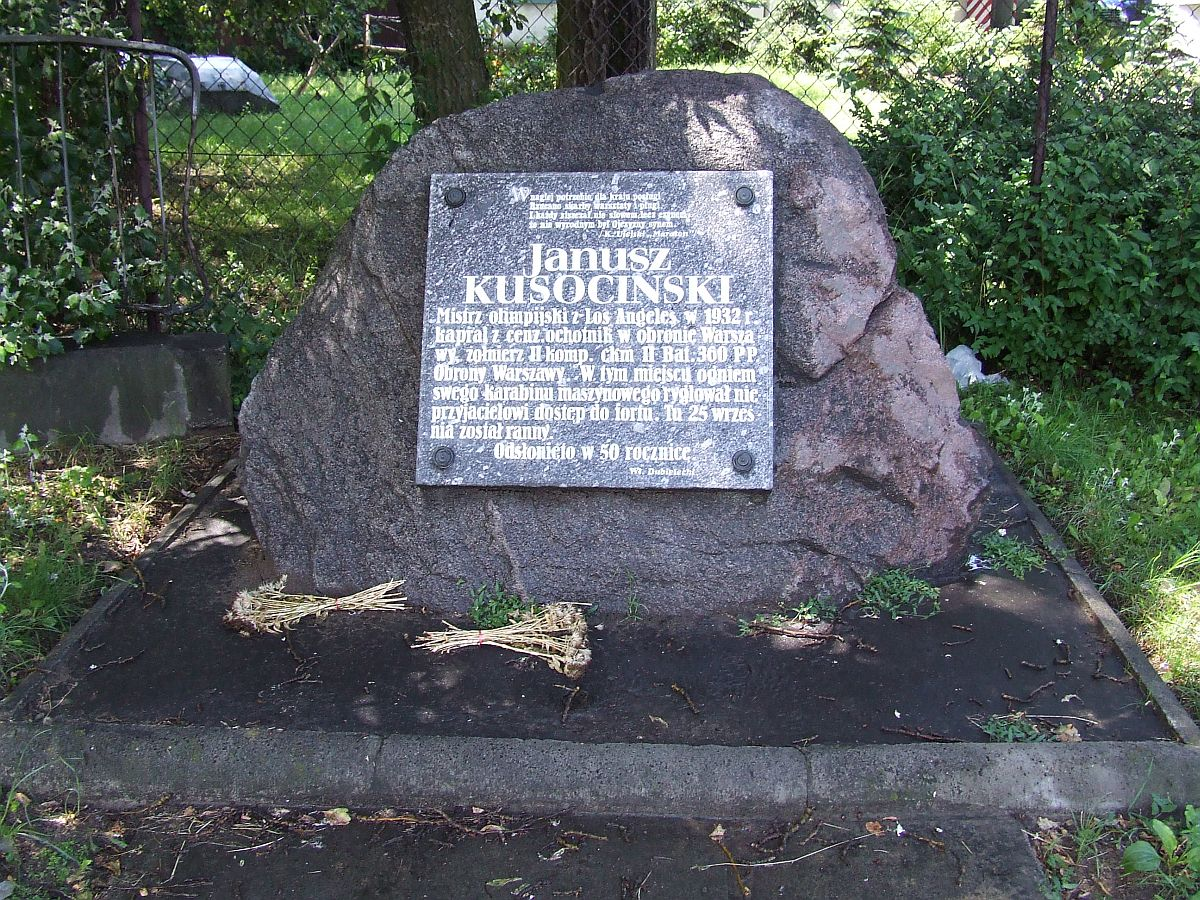
Głaz z tablicą upamiętniające Janusza Kusocińskiego

Na początku lat 50. na ścianie fortu odsłonięto pamiątkową tablicę. Znajdująca się na niej inskrypcja informowała niezbyt ściśle:

W tym miejscu we wrześniu 1939 roku poległo w walce z najeźdźcą hitlerowskim czterdziestu polskich żołnierzy, ponadto czterdzieści osób zamurowano żywcem.

24 września 1989 roku na terenie fortu odbyły się uroczystości rocznicowe. Odsłonięto wtedy nową tablicę. Widnieje na niej inskrypcja o treści:

Fort IX – Czerniakowski im. gen. Jana Henryka Dąbrowskiego zroszony krwią polskiego żołnierza. 17-26-IX-1939 bronili go pod dowództwem kpt. Konstantego Zbijewskiego żołnierze II batalionu 360 pp Obrony Warszawy, II batalionu ochotniczego sformowanego na apel prezydenta Stefana Starzyńskiego, batalionu im. „Ordona” i batalionu robotniczego O.W. Walczyli do ostatniego naboju. Po wysadzeniu przez Niemców części kazamat ulegli przemocy. 18-VIII–2-IX-1944 serce walczącej Sadyby, V rejon „Oaza” V-go Obwodu AK. 1 września 1944 to serce bić przestało. Cześć bohaterom. 1989 r.

Podczas tej samej uroczystości odsłonięto pamiątkowy głaz z tablicą, upamiętniające Janusza Kusocińskiego i jego udział w obronie fortu.
Losy fortu i jego obrońców opisał szczegółowo Maciej Piekarski w dokumentalnej książce Samotna placówka.